# 2-Cent-Münze (Vereinigte Staaten)
Die Zwei-Cent-Münze war eine Bronzemünze mit einem Wert von 1/50 eines US-Dollars, welche von 1864 bis 1873 geprägt wurde. Verglichen mit 1873 würde die Münze im Jahre 2025 einer Kaufkraft von $ 0,54 entsprechen.

## Geschichte
Die Zwei-Cent-Münze hatte ihre Existenz und ihr Erscheinungsbild dem Amerikanischen Bürgerkrieg zu verdanken, der eine Hortung von Münzen zur Folge hatte. Der Kongress beschloss mit dem „Coinage Act of 1864“ vom 22. April 1864, neben der Einführung einer 2-Cent-Münze und der Änderung der Zusammensetzung der 1-Cent-Münze, die Verantwortung für Inschriften auf Münzen von der Gesetzgebung des Kongresses auf die Zuständigkeit des Finanzministeriums der Vereinigten Staaten zu übertragen. Diese Regelung vereinfachte die Gestaltung der 2-Cent-Münze als erster Münze mit dem Motto „In God We Trust“, wodurch eine häufige Anregung christlicher Aktivisten während des Bürgerkriegs aufgenommen werden konnte. Entworfen wurde die Münze von James B. Longacre, der als Chef-Graveur der United States Mint unter anderem den seit 1859 verwendeten „Indian Head Cent“ entworfen hatte.

## Zusammensetzung
Ebenfalls eine Folge des Krieges waren ihr relativ geringes Gewicht im Vergleich zu Vorläufermünzen und ihre Materialzusammensetzung. Die Münze hat einen Durchmesser von 23 mm und ist mit 6,22 g exakt doppelt so schwer wie die ebenfalls 1864 eingeführte Version des „Indian Head Cent“, welche mit 3,11 g deutlich leichter als die bis dahin geprägten 4,7 g schweren Münzen aus Kupfernickel war. Anstelle der Mitverwendung des teuren Nickels legierte man die 1- und 2-Cent-Münzen nun aus Bronze mit 95 % Kupfer und 5 % Zinn und Zink.